# Mletačka tvrđava na Svetom Marku
Mletačka tvrđava na Svetom Marku, tvrđava na kvarnerskom otoku Svetom Marku, Hrvatska. Otok je bio važna strateška točka, jer se s vrha otoka izvrsno vidi okolno pomorje i jer je na važnom prometnom položaju, na prijelazu između kopna i Krka, te zbog plovidbe iz Riječkog zaljeva u Vinodolski kanal. Zbog toga je u Bizantu u Justinijanovo vrijeme, polovicom 6. stoljeća podignuta bizantska tvrđava (castrum). Premda je dio castruma sve do 16. stoljeća služio Mlečanima kao promatračnica, podigli su Mlečani i svoju tvrđavu na otoku, i za potrebe njene posade crkvicu sv. Marka. Iz tog vremena datira novo ime otoka, Sv. Marko, umjesto dotadašnjeg Omiš. Smatra se da je glavna zadaća mletačkoj postrojbi bila boriti se protiv senjskih uskoka. Gradnja nije počela prije 1480., otkad su Mlečani zauzeli ovaj otok. Vojsci više nije služio nakon Madridskog mira 1618., nakon čega ga je opatija Sv. Nikole u čijem je bio vlasništvu počela davati u zakup ovdašnjim ljudima zbog ispaše.